# Eleccions legislatives islandeses de 2017
Les eleccions parlamentàries d'Islàndia del 2017 es van celebrar el 28 d'octubre del mateix any, de manera anticipada. A l'elecció es van renovar els 63 diputats de l'Alþingi, el parlament islandès. Les eleccions van ser celebrades just un any menys un dia després de les darreres.

## Antecedents
El govern d'Islàndia, format per un tripartit entre el Partit de la Independència, Futur Brillant i Viðreisn va quedar en minoria després que el partit Futur Brillant sortís del govern a causa d'un escàndol que involucrava el primer ministre, Bjarni Benediktsson.
Al sistema legal islandès existeix un mecanisme pel qual una persona pot veure restaurat el seu honor i la restauració de certs drets civils després de cinc anys de complir una sentència. Per aconseguir-ho, cal que tres persones de bon caràcter aportin cartes de recomanació.
El primer ministre va signar una carta de recomanació de Hjalti Sigurjón Hauksson, condemnat per violacions múltiples a la seva fillastra des dels 5 anys fins als 12. El setembre del 2017 va sortir a la llum que el primer ministre hi estava involucrat, després d'haver demanat al ministre de Justícia que investigués qui havia signat la carta.
La sortida de Futur Brillant del govern va provocar que els partits de l'executiu quedessin en minoria a l'Alþingi. El president d'Islàndia, Guðni Thorlacius Jóhannesson, va ser el que va convocar les eleccions pel dia 28 d'octubre.

## Sistema electoral
L'elecció es va realitzar mitjançant sufragi universal entre els habitants amb nacionalitat islandesa majors de 18 anys.
Dels 63 diputats de l'Alþingi, 54 van ser escollits en circumscripcions plurinominals mitjançant representació proporcional amb llistes desbloquejades. Els altres 9 escons eren compensatoris entre els partits que superessin el 5% dels vots vàlids.
A les llistes presentades pels partits se'ls hi assigna una lletra de l'alfabet llatí, que és la que acaba prenent cada partit com a acrònim i la que acaba sortint a les paperetes. La lletra utilitzada és la mateixa en totes les circumscripcions a les quals es presenti un partit, i els partits la solen mantenir elecció rere elecció, amb rares excepcions.

## Resultats
| Partit                | Partit                     | Partit               | Vots    | %     | Escons  | +/– |
| --------------------- | -------------------------- | -------------------- | ------- | ----- | ------- | --- |
|                       | Partit de la Independència | D                    | 49.543  | 25,2  | 16 / 63 | 5   |
|                       | Moviment d'Esquerra-Verd   | V                    | 33.155  | 16,9  | 11 / 63 | 1   |
|                       | Aliança Socialdemòcrata    | S                    | 23.652  | 12,1  | 7 / 63  | 4   |
|                       | Partit de Centre           | M                    | 21.335  | 10,9  | 7 / 63  | Nou |
|                       | Partit Progressista        | B                    | 21,016  | 10,7  | 8 / 63  | =   |
|                       | Partit Pirata              | P                    | 18.051  | 9,2   | 6 / 63  | 4   |
|                       | Partit del Poble           | F                    | 13.502  | 6,9   | 4 / 63  | 4   |
|                       | Viðreisn                   | C                    | 13.122  | 6,7   | 4 / 63  | 3   |
|                       | Futur Brillant             | A                    | 2.394   | 1,2   | 0 / 63  | 4   |
|                       | Albada                     | T                    | 101     | 0,1   | 0 / 63  | =   |
|                       | Front Popular d'Islàndia   | R                    | 375     | 0,2   | 0 / 63  | =   |
| Vots en blanc i nuls  | Vots en blanc i nuls       | Vots en blanc i nuls | 5.574   | –     | –       | –   |
| Total                 | Total                      | Total                | 195.204 | 100   | 63      | =   |
| Cens/Participació     | Cens/Participació          | Cens/Participació    | 246.511 | 79,19 | –       | –   |
| Font: Iceland Monitor |                            |                      |         |       |         |     |

## Formació de govern
Just després de les eleccions, Katrín Jakobsdóttir, líder del Moviment d'Esquerra-Verd, va manifestar la seva voluntat de ser primera ministra, i el Partit Pirata va donar-li suport. Inicialment es va proposar un pacte entre els quatre partits de l'oposició en la legislatura passada: el Moviment d'Esquerra-Verd, el Partit Pirata, l'Aliança Socialdemòcrata i el Partit Progressista. Si bé aquesta proposta sumava majoria absoluta, finalment va quedar descartada per ser massa ajustada.
Katrín Jakobsdóttir va ser nomenada primera ministra el 30 de novembre gràcies a un acord de govern entre el seu partit, el Partit de la Independència i el Partit Progressista.